# Cerfs-volants (Spitzweg)
Cerfs-volants est une peinture de Carl Spitzweg réalisée entre 1880 et 1885 et conservée à la Alte Nationalgalerie de Berlin.

## Description
Au premier plan, dans le premier tiers inférieur du tableau, trois enfants jouent dans une plaine brune verte : un garçon, la ficelle dans la main, regarde son cerf-volant ; un second  garçon, un cerf-volant sous le bras, suit son regard pendant qu'une fillette se tient devant les deux autres avec une poupée dans le dos.
Sur un sentier de terre brune qui serpente derrière eux, les trois enfants se rapprochent d'une femme avec quatre autres enfants. On aperçoit plus loin sur la plaine d'autres personnes et derrière sur la ligne d'horizon,l'église et les maisons d'une ville.
Angelika Wesenberg croit reconnaître la Theresienwiese et Munich, la ville où résidait  Spitzweg. Les deux tiers supérieurs du tableau sont dominés par un ciel bleu clair sans nuages dans lequel on peut voir, comme des petites taches, trois cerfs-volants.

## Accueil
Dans sa recension de l'exposition Spitweg qui a eu lieu en 2003 à la Maison de l'art de Munich, Benedikt Erenz estime, dans le journal Die Zeit, que Cerfs-volants est  un des plus beaux tableaux de Spitzweg, car  « Spiztweg libère ici la couleur et laisse raconter sa propre histoire... Spitzweg transforme une scène tout à fait banale en regard éternel sur l'enfance ».
Le Süddeutsche Zeitung du 17 octobre 2008 qualifie le tableau d'« immense en dépit de son petit format ». Le tiers inférieur du tableau représenterait « la vie terrestre.. et les deux tiers supérieurs de l'image un ciel véritablement infini dans lequel le cerf-volant serait un objet magique, si ce n'est saint, une apparition extra-terrestre de telle sorte que le tableau pourrait être nommé Le Ciel ou Le Bonheur. Le fait de savoir d'où vient le vent nécessaire pour faire voler le cerf-volant dans un ciel parfaitement dégagé reste le secret du peintre. »

## Origine
La Alte Nationalgalerie a acheté le tableau en 1908 à la galerie Fritz Gurlitt de Berlin.

## Source de la traduction
- (de) Cet article est partiellement ou en totalité issu de l’article de Wikipédia en allemand intitulé « Drachensteigen (Gemälde) » (voir la liste des auteurs).